# 為我流派勝新流
為我流派勝新流（いがりゅうは かっしんりゅう）とは、大内藤次郎忠信が為我流に天神真楊流、水野流、無形流のそれぞれの師に師事し会得した技術を加え工夫を重ねて開いた柔術の流儀である。

## 歴史
為我流八代目藤咲富之丞可道に師事した大内藤次郎は、天保年間に師とともに天神真楊流磯又衛門の高弟寺寄剛平に殺活法を授かりさらに水野流 照山可馬守典完、無形流 武石億七郎常徳に師事し、工夫を重ねて当身技を会得し為我流派勝新流柔術を開いた。
現在は、茨城県ひたちなか市平磯の明武館で伝承されている。明武館では勝新流の他に無比無敵流杖術と勝新流の源流である為我流を併伝している。

## 技法
居組、立合、秘術、術解、捕者術解、死当、極意などの他、附属として天神真楊流の活法が伝えられている。
立合七本目の丿乀は、「てっぽす」と読む。一般的に丿乀（へつぽつ、へつほつ、へつふつ）という語は、漢字の筆画の名で左に払う丿 を「へつ」、右に払う乀 を「ほつ」ということから、船などが左右に揺れるさまを表している。
居組
起撥、心通、蟄刀、發双、圓月、翅折、奏者、奏者捕
立合
向詰、連捕、肱掛、賃則、入身、錮捕、丿乀、岩石崩、車輪
術解
柄詰、萬事劍、鐺返、馬上捕、馬上固之大事

## 系譜
いくつかの系統が存在したが、現在活動している系統のみ記載する。
- 流祖　　江畑杢衛門満真
- 二代　　朝日八郎衛門申之
- 三代　　鹿島武次衛門治安
- 四代　　鹿島造酒衛門貴寛
- 五代　　宮部仁左衛門安之
- 六代　　鹿島己之衛門範寿
- 七代　　鹿島要介重信
- 八代　　藤咲富之丞可道
- 九代　　大内藤次郎忠信　（為我流派勝新流創始）
- 十代　　勝村惣七忠信
- 十一代　根本卯之吉忠勝
- 十二代　根本平三郎唯久
- 十三代　根本憲一唯之